# Элофссон, Пер
Пер Элофссон (швед. Per Elofsson; род. 2 апреля 1977, Умео) — шведский лыжник, выступавший за сборную Швеции с 1997 по 2004 год. Участвовал в двух зимних Олимпийских играх, в 2002 году в Солт-Лейк-Сити за гонку преследования 10 + 10 км получил бронзовую медаль.
Элофссон пять раз получал подиум чемпионатов мира, в его послужном списке три золотые награды (2001 год — 15 км классическим стилем и гонка преследования 10 + 10 км, 2003 год — гонка преследования 10 + 10 км), одна серебряная (2001 год — эстафета 4×10 км) и одна бронзовая (2003 год — эстафета 4 × 10 км). Двадцать три раза становился призёром различных этапов Кубка мира, в том числе одиннадцать раз был первым, шесть раз вторым и шесть раз третьим.
В 2001 году спортсмен соревновался на лыжном фестивале в Хольменколлене и победил в гонке на 50 км. За эту победу, а также за успешное выступление на чемпионате мира в Лахти, Элофссон удостоился приза газеты Svenska Dagbladet как лучший спортсмен года в Швеции.
В свободное время любит играть на гитаре и рыбачить. В 2005 году неожиданно принял участие в записи альбома Grand Illusion шведской хэви-метал группы Nocturnal Rites.

## Награды
- Королевская медаль Его Величества за заслуги перед шведским спортом (2024)[1]